# Bonavista (Badalona)
Bonavista és un barri de Badalona (Barcelonès) que forma part del Districte III juntament amb Montigalà Oriental, Canyet, Mas Ram, Bufalà, Pomar, Pomar de dalt, les Guixeres i Morera. Limita amb els districtes de Canyet, Pomar de Dalt, Bufalà, Morera i Montigalà. Segons les dades del padró de 2012, el barri de Bonavista té 1.340 habitants, dels quals 659 (el 49,2%) són homes i 681 (el 50,8%) són dones. La població del barri representa a penes el 0,6% d'habitants de tota la ciutat. És un barri envellit i essencialment residencial, a més de poc poblat, per aquesta raó el comerç no ha fructificat i els veïns prefereixen anar a comprar a altres barris.
El barri té associació de veïns.

## Història
El seu nom prové de la panoràmica que es pot contemplar des de l'indret, i va ser el nom donat originalment a la primera urbanització dels terrenys, tot i que antigament també se l'anomenava urbanització Morralla, pel nom del promotor. Administrativament existeix des de la divisió de barris de Badalona de 1980. A l'antiga divisió, pertanyia al barri de Canyet.
Situat a la faldilla del turó d'en Boscà, el barri sorgeix en un procés d'autoconstrucció dels propis veïns, principalment immigrants de la resta d'Espanya, als voltants de la dècada de 1960. Fins a mitjans de la dècada de 1940, els terrenys pertanyien a la masia de Can Pontons, encara existent. Bona part d'ells van ser venuts a Joan Morralla i Sala, que, després, els va vendre a Joan Guilera i Molas i l'empresa SA Explotaciones Torreblanca de Barcelona, que els van parcel·lar i vendre. En principi, la urbanització Bonavista havia de ser un complex tipus colònia, amb habitatges exempts amb jardí, de fet, les primeres cases construïdes a l'avinguda Ros i Güell van seguir aquesta tipologia. Tanmateix, l'arribada d'immigrants des de la resta d'Espanya va accelerar el procés de venda, els nous veïns es van construir ells mateixos les cases, que no van poder millorar fins a molts anys després. Com en altres casos a Badalona, els carrers no estaven asfaltats i hi havia la manca d'aigua corrent. És durant aquests anys en què es crea l'associació de veïns, legalitzada el 1963, que serà la portaveu de les reivindicacions dels veïns, que va aconseguir les millores de paviment, aigua corrent i clavegueram, impulsades des de la mateixa entitat, així com de transport públic i equipaments. Després, el 1982, es va aprovar el Pla Especial de Reforma Interior (PERI) de Bonavista, que va posar fi a la situació de deficiència del barri.

## Llocs d'interès
El poblat ibèric del turó d'en Boscà es troba sobre el cim del turó d'en Boscà, i va ser fundat durant el segle IV aC, i habitat per la tribu dels laietans.